# Nyírderzs, Szabolcs-Szatmár-Bereg
Nyírderzs  este un sat în districtul Nyírbátor, județul Szabolcs-Szatmár-Bereg, Ungaria, având o populație de 656 de locuitori (2011). 

## Demografie
Componența etnică a satului Nyírderzs
     Maghiari (100%)
Componența confesională a satului Nyírderzs
     Greco-catolici (44,51%)
     Romano-catolici (22,41%)
     Reformați (14,79%)
     Fără religie (2,13%)
     Necunoscută (16,16%)
Conform recensământului din 2011, satul Nyírderzs avea 656 de locuitori. Din punct de vedere etnic, majoritatea locuitorilor (100,0%) erau maghiari. Nu există o religie majoritară, locuitorii fiind greco-catolici (44,51%), romano-catolici (22,41%), reformați (14,79%) și persoane fără religie (2,13%). Pentru 16,16% din locuitori nu este cunoscută apartenența confesională.